# Peter von Gomaringen

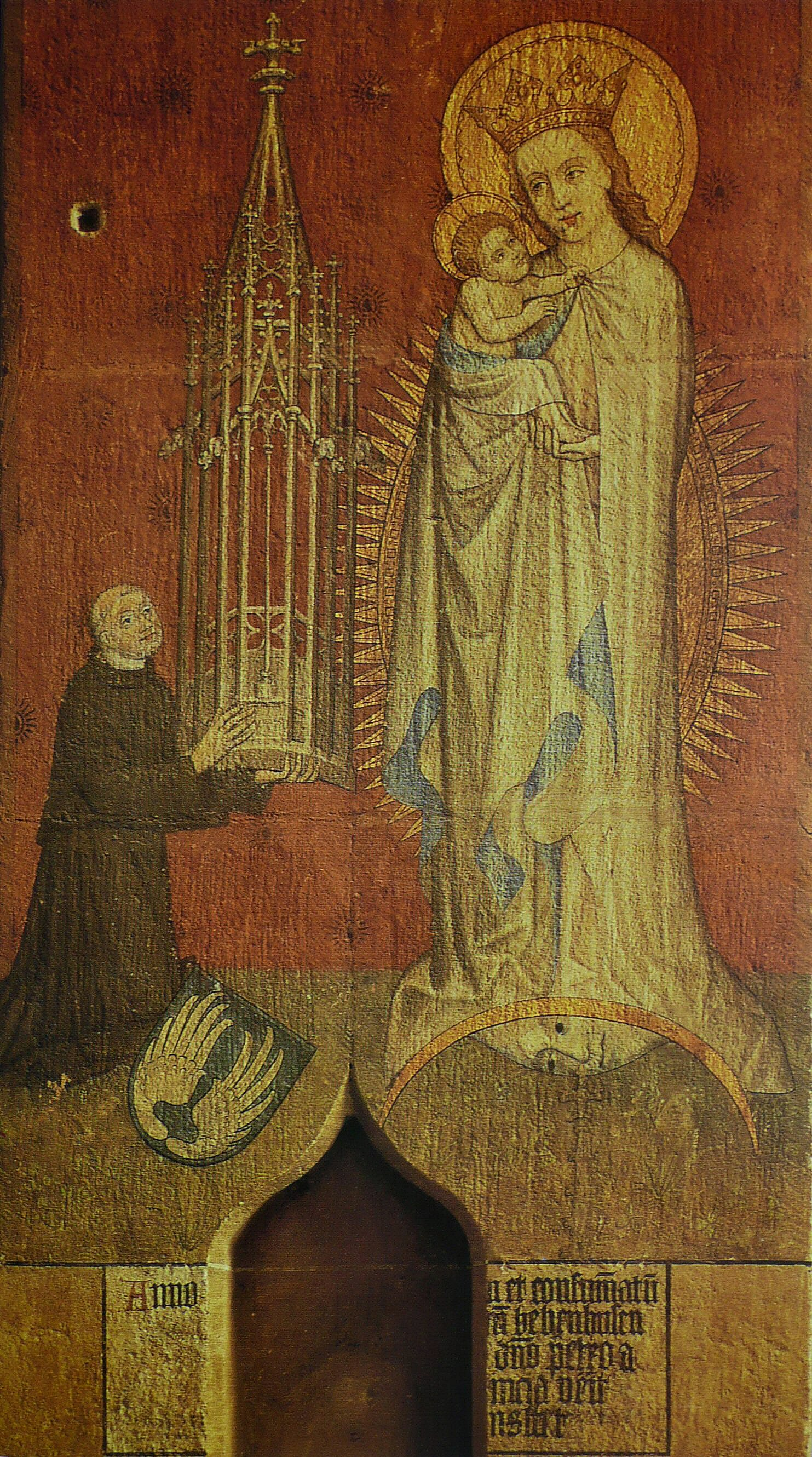
Abt Peter von Gomaringen schenkt Maria den Vierungsturm der Klosterkirche, Fresko aus dem Jahr 1409 im Kloster Bebenhausen, typisch für die Zeit wird der Stifter auch hier, in bescheidener Verkleinerung, auf dem Gemälde als Stifterfigur mit dargestellt.

Peter von Gomaringen aus dem Hause der Herren von Gomaringen war 1393–1412 Abt im Kloster Bebenhausen, dem Hauskloster der Pfalzgrafen von Tübingen.

## Wirken
Während seiner Amtszeit bekam die Klosterkirche von Bebenhausen den repräsentativen gotischen Vierungsturm, der bis zum Generalkapitel hinaufreichende Streitigkeiten beim Orden verursachte, weil bei Zisterzienserkirchen eigentlich nur hölzerne Dachreiter erlaubt waren. Offensichtlich haben sich die Bebenhäuser Mönche aber durchsetzen können, und noch heute ist an der Nordwand des Chorbogens ein Fresko zu sehen, das Abt Peter zeigt, wie er ein Modell des Vierungsturms der heiligen Maria, der Klosterpatronin, darreicht.

## Urkundliche Erwähnungen
Papst Bonifatius IX. inkorporierte dem Kloster Bebenhausen die Kirche zu Magstadt auf Bitten des Abts, Peter von Gomaringen, und des Konvents von Bebenhausen und des Grafen Eberhard III. von Württemberg, welcher dem Kloster zur Entschuldigung für die während der letzten Zeit in den Kriegen des Grafen durch ihn selbst und anderes Kriegsvolk demselben zugefügten Verluste das Patronatsrecht der Pfarrkirche zu Magstadt geschenkt hatte unter der Bedingung, dass jene Inkorporation erfolge.

## Weiterführende Literatur
- Vivien Bienert: Das Stifterbild von Abt Peter von Gomaringen (amt. 1393–1412) in der Abteikirche von Bebenhausen. Eine Problemskizze. In: Klaus Gereon Beuckers (Hrsg.): Kloster Bebenhausen. Neue Forschungen. Bruchsal 2011, S. 109–119.
- Jürgen Sydow: Die Zisterzienserabtei Bebenhausen (= Germania Sacra. Neue Folge 16). Berlin/New York 1984, insb. S. 234.